# Pawilony Pienińskiego Parku Narodowego
Pawilony Pienińskiego Parku Narodowego – 5 pawilonów edukacyjnych przy wejściach do Pienińskiego Parku Narodowego. Znajdują się one w miejscowościach: Czorsztyn, Krościenko nad Dunajcem (budynek dyrekcji Pienińskiego Parku Narodowego), Sromowce-Kąty, Sromowce Niżne, Szczawnica. W pawilonach tych znajdują się wystawy zapoznające z przyrodą Pienin i sposobami jej ochrony, a także z historią i tradycjami regionu. Przy dwóch z nich znajdują się ogródki z gatunkami roślin typowych dla Pienin (jeden z nich znajduje się w Sromowcach Niżnych).
Wstęp do pawilonów jest bezpłatny, z wyjątkiem obiektu w Krościenku nad Dunajcem. Udzielana jest tutaj również informacja turystyczna i sprzedawane są mapy, foldery, przewodniki, kartki pocztowe i pamiątki. Również po słowackiej stronie znajdują się takie pawilony edukacyjne: przy Drodze Pienińskiej (zaraz za granicą państwową) oraz w Leśnicy.

## Galeria

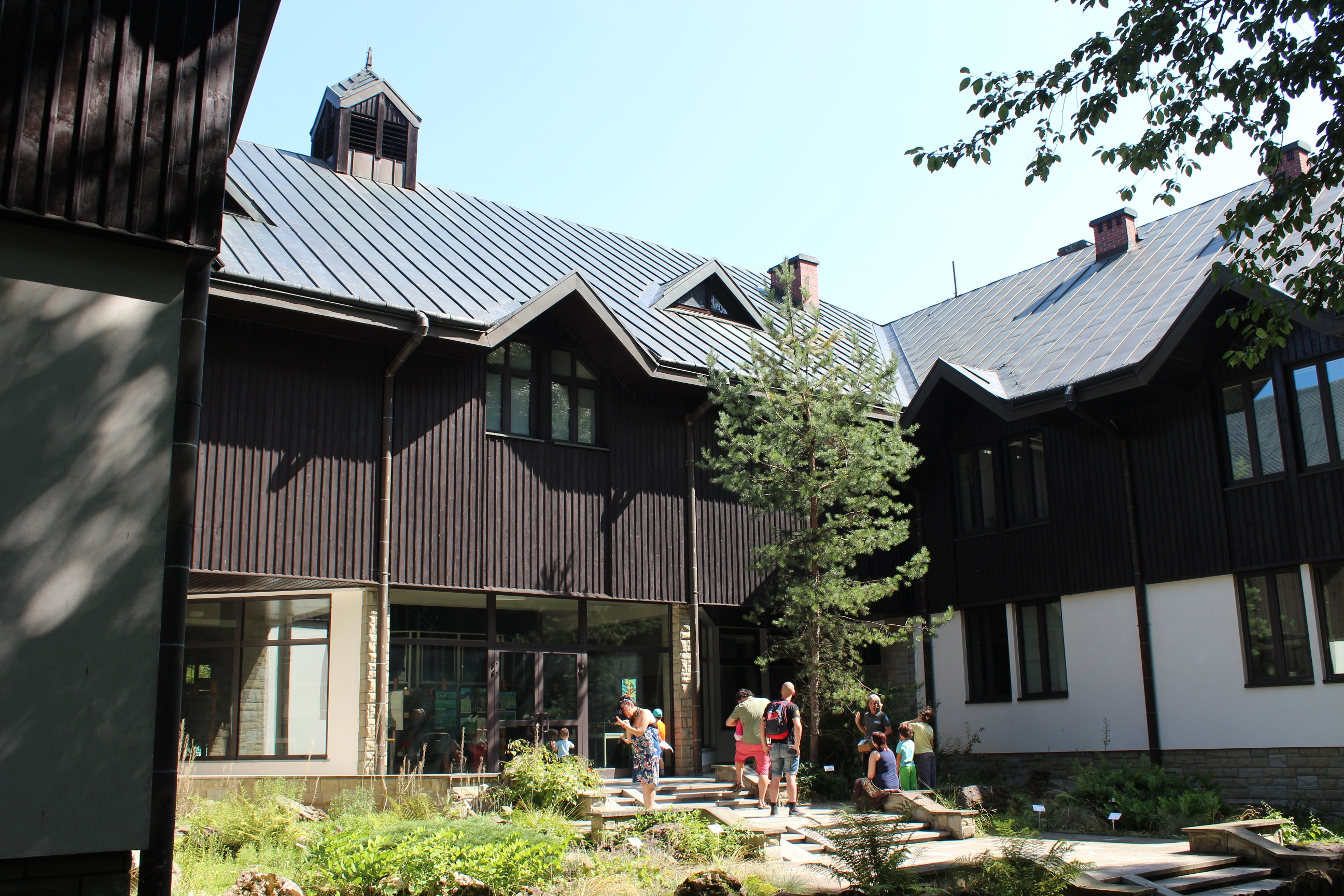
Budynek w Krościenku nad Dunajcem
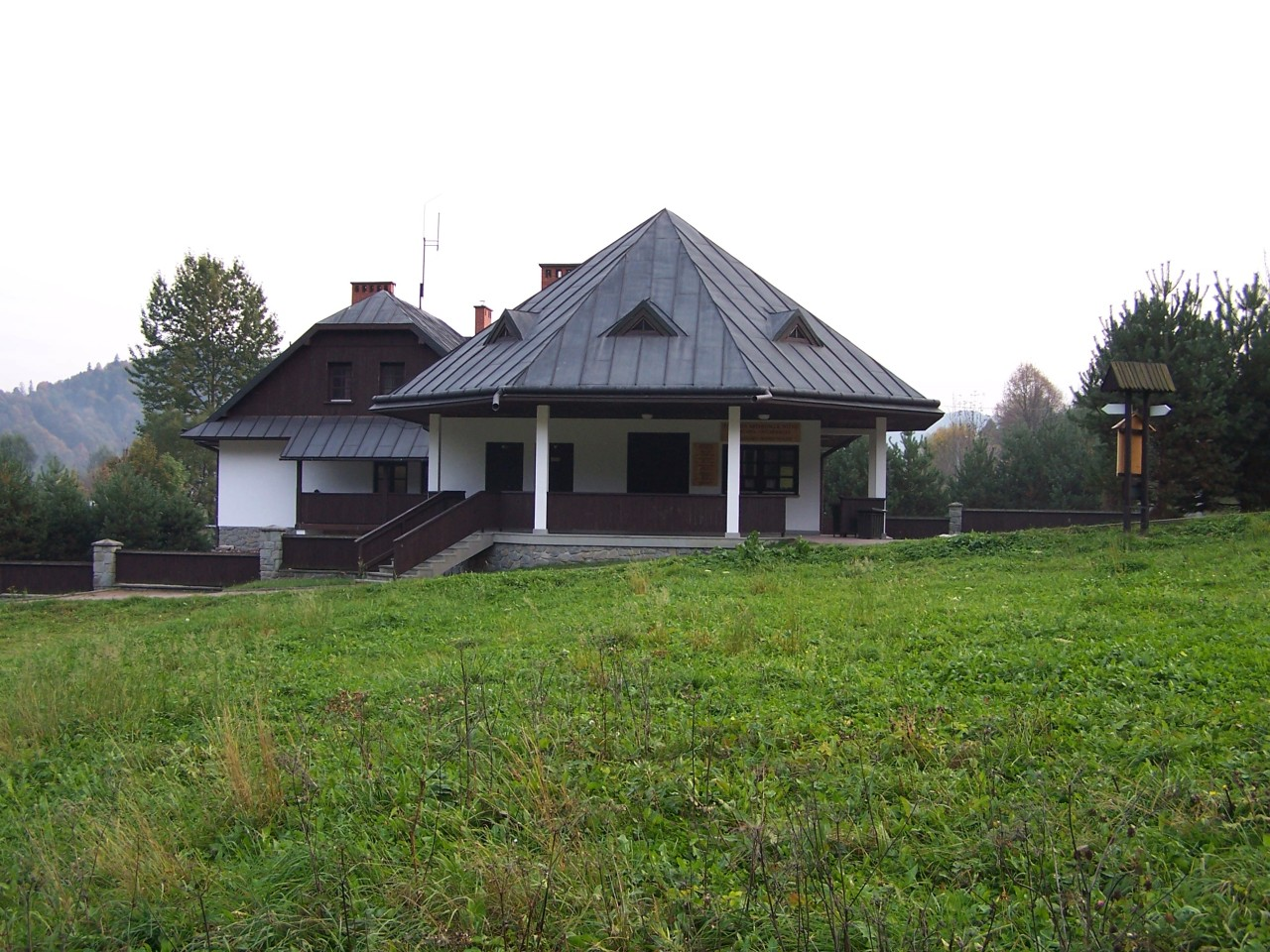
Pawilon w Sromowcach Niżnych
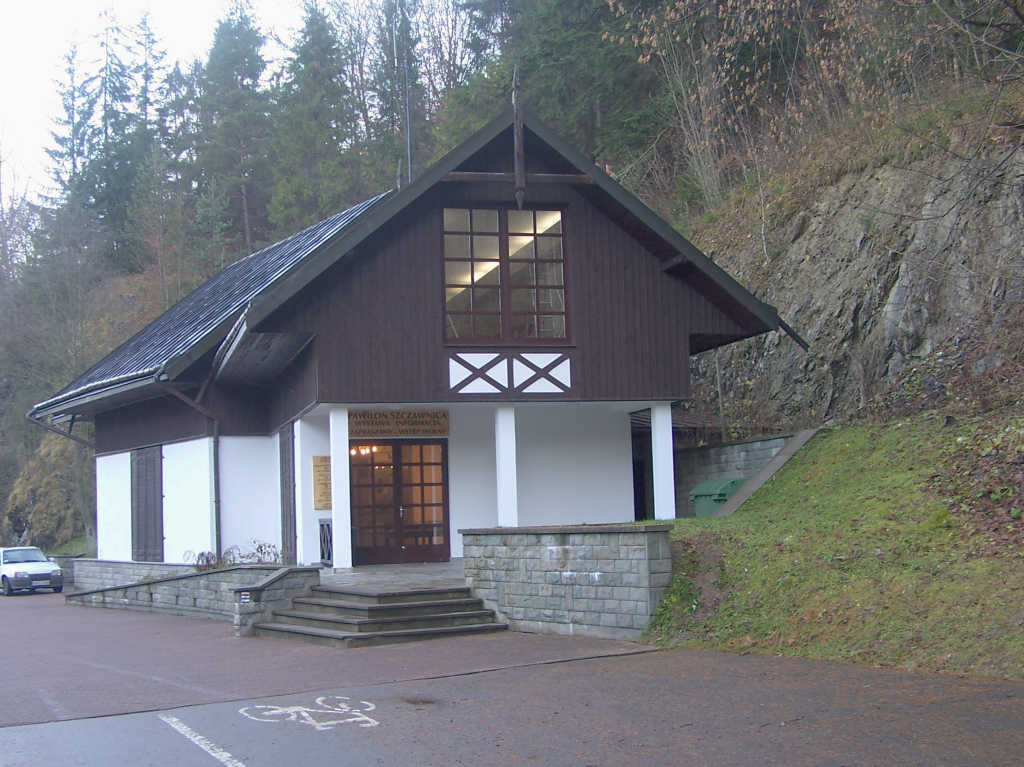
Pawilon w Szczawnicy
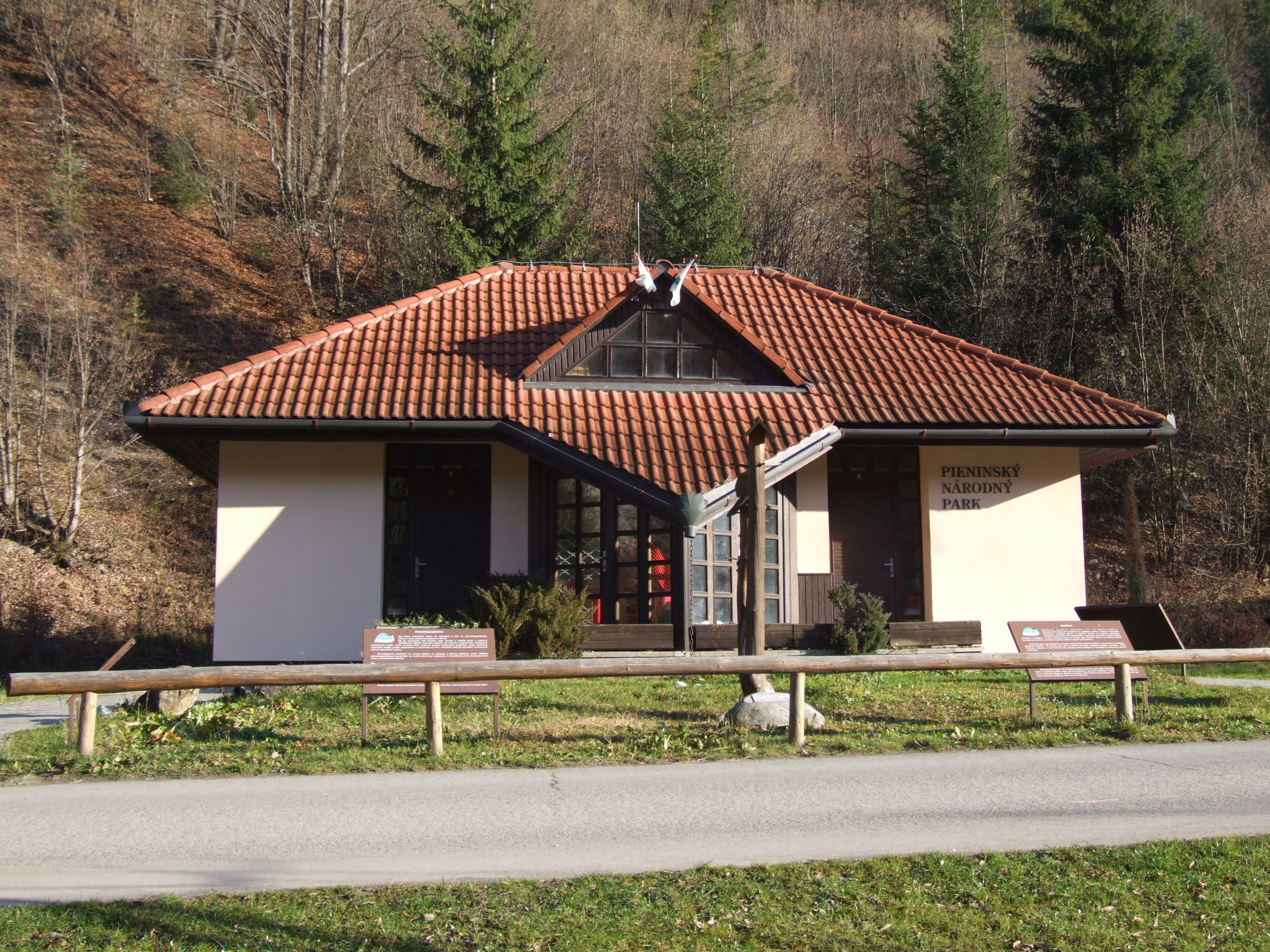
Pawilon w Leśnicy (Słowacja)
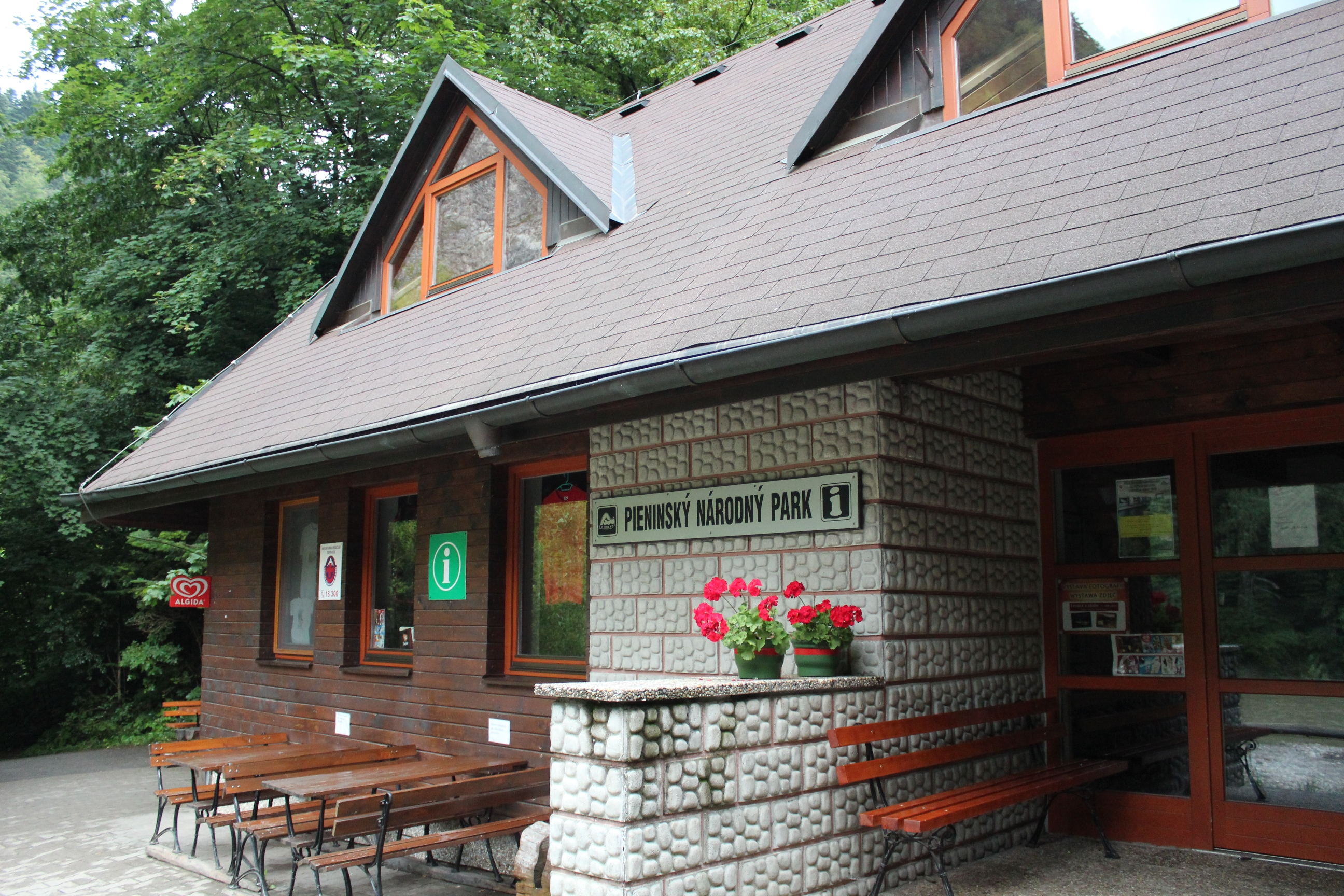
Pawilon przy Drodze Pienińskiej (Słowacja)
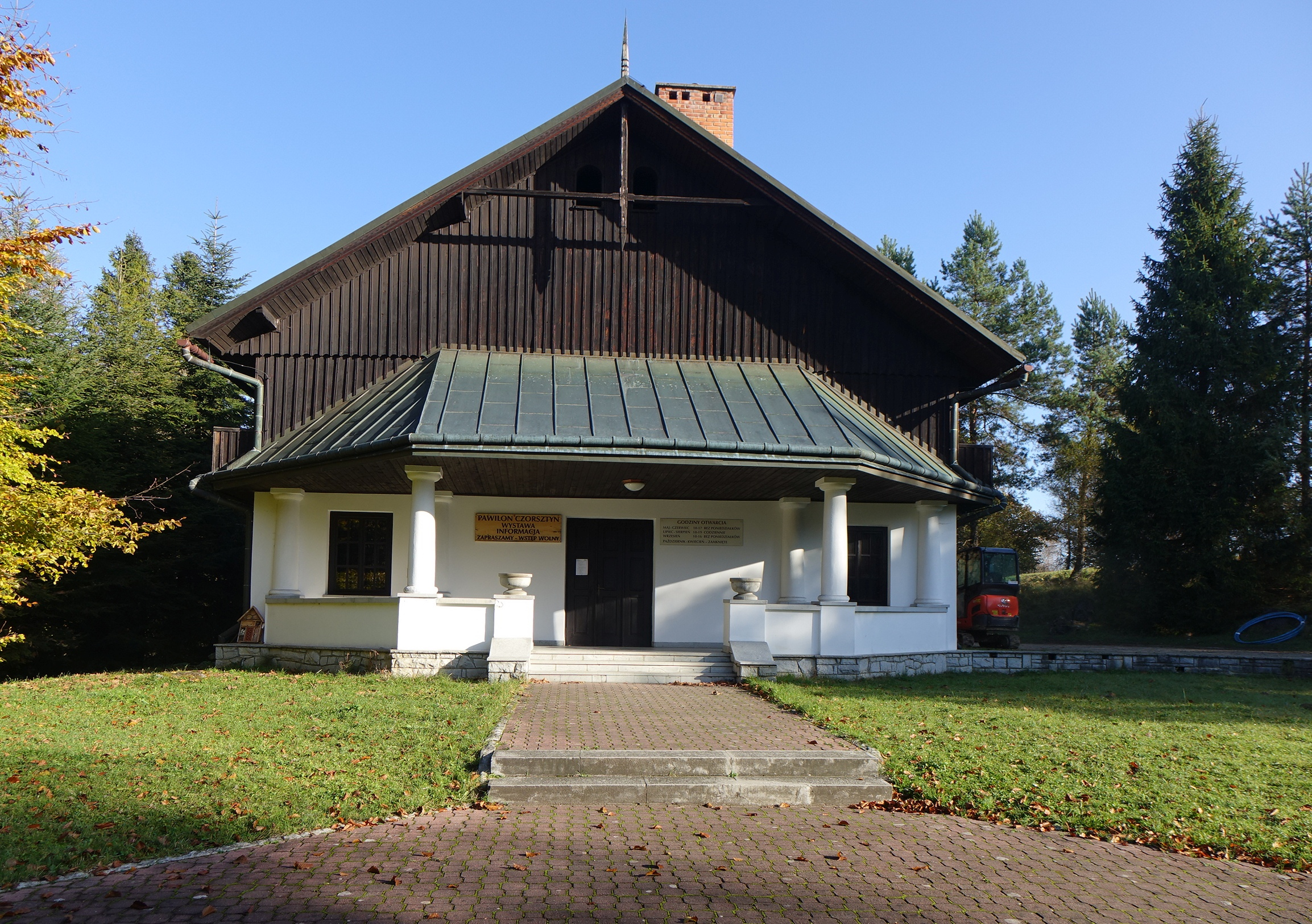
Pawilon w Czorsztynie